# Туймазинское нефтяное месторождение
Туймазинское нефтяное месторождение — в Российской Федерации, Башкортостан, близ города Туймазы. Относится к Волго-Уральской нефтегазоносной провинции. Открыто в 1937 году.
Нефтесодержащие песчаники девона и карбона на глубине 1-1,7 км. Средняя плотность нефти 0,89 г/см³, содержание серы 2,7-3,0 %.
В 1944 году введена в эксплуатацию новая нефтяная скважина № 100, глубиной 1700 м и дебитом свыше 250 тонн. Она обеспечила дебит, превышающий дебит нефти всех существующих 57 скважин. Первые шесть девонских скважин давали ежесуточно 1100 тонн нефти.
С открытием девона Туймазинское месторождение вошло в пятёрку уникальных, самых крупных по запасам нефти месторождений Башкортостана. При дальнейшем оконтуривании месторождения его размеры составили 40 на 20 километров.
В декабре 1948 года на месторождении впервые в истории страны было осуществлено законтурное заводнение пластов. На Туймазинском месторождении вообще впервые в мировой практике осуществлялась разработка с поддержанием пластового давления сочетанием законтурного, приконтурного, внутриконтурного и очагового заводнения пластов. Благодаря этому основная масса извлекаемых запасов была добыта за 20 лет. Из девонских пластов отобрано нефти в два раза больше, чем удалось бы извлечь обычными способами без закачки воды.
В 1956 году впервые в стране на Туймазинском месторождении было освоено глубокое обессоливание нефти в промысловых условиях. Тогда же была подготовлена первая нефть экспортной кондиции.
В апреле 1983 года был добыта 300-миллионная тонна нефти на Туймазинском месторождении. А в 1989 году на предприятии была создана служба охраны окружающей среды.
С начала 1990-х годов в связи со снижением объёмов добываемой жидкости начата комплексная реконструкция системы сбора, системы ППД и системы подготовки нефти, которая продолжается по сей день. В 2001 году впервые в АНК «Башнефть» на территории Туймазинского месторождения была введена в эксплуатацию опытно-промышленная установка по переработке нефтешлама. За год работы было переработано 5582 тонны нефтешлама, получено 1872 тонны нефтяного сырья.
По состоянию на 2004 год в НГДУ «Туймазанефть» работают четыре цеха добычи нефти и газа, эксплуатационный фонд нефтяных скважин составляет 1494 единицы, плановая добыча нефти составляет 900 тысяч тонн в год.